# Sveučilište u Pennsylvaniji
Sveučilište u Pennsylvaniji (engleski: University of Pennsylvania, skraćeno se koristi i Penn il UPenn) je privatno sveučilište u Philadelphiji, u američkoj saveznoj državi Pennsylvaniji. Jedno je od devet Kolonijalnih koledža, prvih visokoobrazovnih ustanova prije američke neovisnosti, i jedno od 14 sveučilišta osnivača Udruženja američkih sveučilišta.
Osnivač sveučilišta, američki državnik Benjamin Franklin, osnovan je sveučilište s ciljem ostvarivanja visokog obrazovanja a sve društvene slojeve kao dio javnog dobra. Krilatica sveučilišta, Zakon bez morala je beskoristan, nalazi se na grbu sveučiišta, a ispisana je na latinskom jeziku. Neki ukrasi na grbu, poput dupina i otvorene knjige, kao znaka znanja i mudrosti, preuzeti su s grba Benjamina Franklina, osnivača sveučilišta. Slijedeći prestižna europska sveučilišta, poput pariške Sorbonne, Sveučilište u Pennsylvaniji bilo je jedno od prvih američkih sveučilišta koje je njegovalo načelo višedisciplinarnosti, spajajući u jedan smjer bogosloviju, klasične znanosti i medicinu.
Dio je športske Lige bršljana (Ivy League), u kojoj nastupa u svim momčadskim športovima i većini pojedinačnih. Unutar sveučilišta otvorena je prva medicinska škola u Sjevernoj Americi (1765.), prvi poslovni koledž (Whartonova škola) i prvi studentski centar i studentska udruga osnovani 1896. godine. Službene boje su crvena i plava.